# Ikalamavony (district)
Ikalamavony is een district van Madagaskar in de regio Haute Matsiatra. Het district telt 84.685 inwoners (2011) en heeft een oppervlakte van 9.166 km², verdeeld over 8 gemeentes. De hoofdplaats is Ikalamavony.